# Robert Norton Shamansky
Robert Norton Shamansky (ur. 18 kwietnia 1927 w Columbus, Ohio, zm. 11 sierpnia 2011 w Bexley, Ohio) – amerykański prawnik i polityk związany z Partią Demokratyczną.
W 1950 roku ukończył studiować prawo na Uniwersytecie Harvarda uzyskując tytuł Bachelor of Laws. W latach 1950–1952 był agentem Counter Intelligence Corps, kontrwywiadu Armii Stanów Zjednoczonych.
W latach 1981–1983 przez jedną kadencję Kongresu Stanów Zjednoczonych był przedstawicielem dwunastego okręgu wyborczego w stanie Ohio w Izbie Reprezentantów Stanów Zjednoczonych. W wyborach do Izby Reprezentantów w 1982 roku przegrał z Johnem Kasichem, przez co stracił swoje miejsce w Kongresie. W wyborach w 2006 roku próbował odzyskać swoje dawne miejsce w Kongresie, lecz i tym razem przegrał.
Popełnił samobójstwo w 2011 roku, w wieku 84 lat, z użyciem broni palnej.